# ベブヒオン (衛星)
ベブヒオン (Saturn XXXVII Bebhionn) は、土星の第37衛星である。ガリア群に属する。
スコット・S・シェパード、デビッド・C・ジューイット、ブライアン・マースデン、ジャン・クレイナらの観測チームにより、2004年12月12日～2005年3月9日の間に行われた一連の観測によって発見された。最初に確認されたのは12月12日の観測である。観測にはすばる望遠鏡が用いられた。2005年5月3日に小惑星センターのサーキュラーで、他の11個の土星の新衛星の発見と合わせて報告され、S/2004 S 11 という仮符号が与えられた。
2007年4月5日に、ケルト神話のトゥアハ・デ・ダナーンの一柱であるベビォンから名付けられた。
土星からの平均距離は 17,116,000 km で、直径は推定 6 km の小さい衛星である。土星探査機カッシーニによって自転周期が測定されており、およそ16時間であると判明している。